# Birgit Kanngießer
Birgit Kanngießer (* um 1965) ist eine deutsche Physikerin und Hochschullehrerin.

## Werdegang
Birgit Kanngießer studierte Physik, Astronomie und Philosophie an der Universität Bonn und wurde 1995 im Fach Physik an der Universität Bremen promoviert. Im Jahr 2004 erfolgte die Habilitation an der TU Berlin, in der sie sich mit der dreidimensionalen Röntgenfluoreszenzanalyse unter Anwendung von Synchrotronstrahlung (3D-Mikro-RFA-Methode) beschäftigte. Sie leitet dort seit 2004 die Arbeitsgruppe Analytische Röntgenspektroskopie und hat seit 2009 die Stiftungsprofessur Analytische Röntgenphysik inne.

## Auszeichnungen
- 2008 Röntgenpreis der Justus-Liebig-Universität Gießen[3]